# Eptatretus indrambaryai
Eptatretus indrambaryai is een soort uit de familie der slijmprikken (Myxinidae).